# Заґужин (Західнопоморське воєводство)
Заґужин (пол. Zagórzyn) — село в Польщі, у гміні Дарлово Славенського повіту Західнопоморського воєводства.
Населення — 69 осіб (2011).
У 1975-1998 роках село належало до Кошалінського воєводства.

## Демографія
Демографічна структура станом на 31 березня 2011 року:
|          | Загалом | Допрацездатний вік | Працездатний вік | Постпрацездатний вік |
| -------- | ------- | ------------------ | ---------------- | -------------------- |
| Чоловіки | 41      | 12                 | 27               | 2                    |
| Жінки    | 28      | 4                  | 19               | 5                    |
| Разом    | 69      | 16                 | 46               | 7                    |